# Actinosoma pentacanthum
Genre
Espèce
Synonymes
- Plectana pentacantha Walckenaer, 1841
- Acrosoma stelligerum Thorell, 1859
- Acrosoma pulcherrima Holmberg, 1876
- Cyrtarachne quinquespinosa Keyserling, 1892

Actinosoma pentacanthum, unique représentant du genre Actinosoma, est une espèce d'araignées aranéomorphes de la famille des Araneidae.

## Distribution
Cette espèce se rencontre en Amérique du Sud.

## Description
Le mâle décrit par Levi en 1995 mesure 6,7 mm et la femelle 8,0 mm.

## Publications originales
- Walckenaer, 1841 : Histoire naturelle des insectes. Aptères. Paris, vol. 2, p. 1-549.
- Holmberg, 1883 : Géneros y especies de arácnidos argentinos nuevos ó poco conocidos. Anales de la Sociedad Científica Argentina, vol. 15, no 3, p. 232-239.